# Siccia nilgirica
Siccia nilgirica är en fjärilsart som beskrevs av George Francis Hampson 1891. Siccia nilgirica ingår i släktet Siccia och familjen björnspinnare. Inga underarter finns listade i Catalogue of Life.